# Typ 96
Typ 96 (ZTZ96) – chiński czołg podstawowy drugiej generacji, który wszedł do służby w 1997 roku. Pojazd opracowany został jako rozwinięcie konstrukcji Typ 85, na etapie prototypu nosząc nazwę Typ 85-III.
Załogę pojazdu stanowią trzy osoby (dowódca, kierowca i strzelec). Czołg wyposażony jest w armatę kal. 125 mm, sprzężony z nią karabin maszynowy kal. 7,62 mm oraz przeciwlotniczy karabin maszynowy kal. 12,7 mm.
W 2006 roku zaprezentowana została zmodernizowana wersja pojazdu, Typ 96G, wyposażona w pancerz reaktywny oraz system termowizyjny.
Obecnie pojazdy Typ 96 stanowią trzon wojsk pancernych Chińskiej Armii Ludowo-Wyzwoleńczej, gdzie uzupełniają je bardziej zaawansowane, ale i kosztowne, czołgi Typ 99. Pojazdy eksportowane były do Sudanu.
Według różnych źródeł łączna liczba wyprodukowanych egzemplarzy wynosi 1500-2500.